# Tarentola boehmei
Tarentola boehmei är en ödleart som beskrevs av  Ulrich Joger 1984. Tarentola boehmei ingår i släktet Tarentola och familjen geckoödlor. IUCN kategoriserar arten globalt som livskraftig. Inga underarter finns listade i Catalogue of Life.